# Amílcar (diplomático)
Amílcar fue un diplomático cartaginés que fue enviado a Roma al comienzo de la tercera guerra púnica, en el año 149 a. C.; recibió plenos poderes para actuar como fuera necesario para detener el peligro que la guerra suponía para Cartago, cuyos dominios se reducían a la zona del Norte de África que no había sido reclamada por los númidas. Cuando llegó, la declaración de guerra ya había sido promulgada por el Senado romano y decidió que no podía hacer nada más que someterse; ofreció la sumisión incondicional de Cartago a Roma, a lo que el Senado romano respondió exigiendo 300 hospedajes como prueba de sinceridad; Amílcar volvió a Cartago con aquella petición, que nunca se haría efectiva.
- Datos: Q8197944